# Sokfogú magcsiga
A sokfogú magcsiga vagy sokfogú csiga (Granaria frumentum) Közép- és Délkelet-Európában elterjedt, szárazföldi csigafaj. 

## Megjelenése

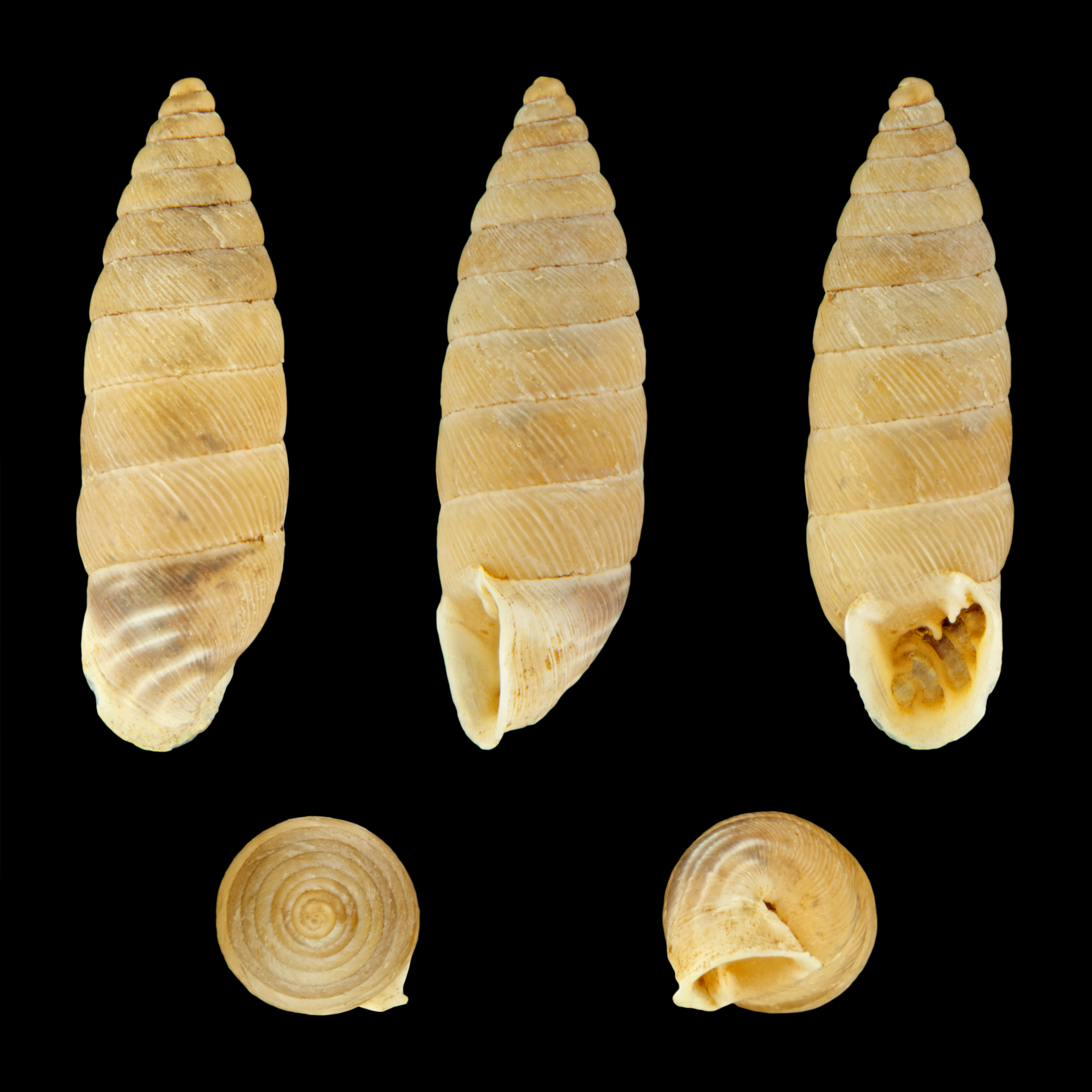

A csigaház 6–12 mm magas, 3–4 mm széles, 8-12 kanyarulatból áll, hengeres orsó alakú. A héj halványbarna vagy sárgás szaruszínű, finoman és szabályosan bordázott. Ajakduzzanata erős, ezen és a szájadék belső boltozatán 8-9 fogszerű nyúlvány, illetve lemezke található; a lemezek kívülről is áttetszenek a héjon. Megfigyelhető, hogy a déli lejtőkön élő csigák nagyobbra nőnek, mint a hegyek északi részén lakó társaik. A csiga világosszürke, haladás közben vízszintesen elfekteti házát. Alfajainak száma vitatott, de a G. frumentum illyrica elismert.

## Elterjedése és életmódja
A sokfogú csiga Kelet-Franciaországtól Moldováig, Dél-Lengyelországtól Albániáig elterjedt faj. Svájcban 800 m-ig, Bulgáriában 1500 m magasságig figyelték meg. Magyarországon a síkságokon, dombvidékeken vagy alacsonyabb hegyekben fordul elő.
Száraz réteken, napos lejtőkön, köveken, sziklafalakon található meg; melegkedvelő, szárazságtűrő faj. Előnyben részesíti a meszes, dolomitos talajt. Élőhelyének bolygatását nehezen viseli.
Magyarországon nem védett.